# Naproxén
El naproxén o naproxèn és un antiinflamatori no esteroidal (AINE) d'ús general, emprat en el tractament de dolor suau a moderat, la febre, la inflamació i rigidesa provocades per afeccions com la osteoartritis, artritis reumatoide, artritis psoriàtica, espondilitis anquilosant, lesions, rampes menstruals, tendinitis i bursitis, i en el tractament de la dismenorrea primària. Actua inhibint la síntesi de prostanglandines, però el seu mecanisme exacte d'actuació és desconegut. Encara que el naproxén requereix normalment dosi superior a altres aets (la dosi mínima efectiva és d'aproximadament 200 mg), s'uneix molt bé a l'albúmina i, per tant, té una vida mitjana més llarga en sang que altres analgèsics, arribant fins a 12 hores per dosi. El màxim de concentració en sang té lloc a les 2-4 hores després de la ingestió.
El naproxén també està disponible com a sal sòdica, el naproxén sòdic, el qual s'absorbeix més ràpidament en el tracte gastrointestinal.
El naproxén es va posar a la venda, com a medicament amb recepta, el 1976, sota el nom comercial de Naprosyn; la sal sòdica es va posar a la venda com Anaprox el 1980. La FDA estatunidenca va aprovar el 1994 la venda sense recepta del naproxén, sota la marca comercial Aleve. En molts països, incloent Canadà, continua sent un medicament que s'expèn únicament amb recepta mèdica. A Espanya i alguns països iberoamericans es pot obtenir sense recepta mèdica. A Espanya es comercialitza com a EFG, Antalgín, Naprosyn i Lundiran.

## Estructura química i detalls
El naproxén és un membre de la família dels AINE amb un grup àcid arilacètic. És una substància blanca, inodora i cristal·lina amb una massa molecular de 230,26 g/mol. És liposoluble, pràcticament insoluble en aigua amb un pH inferior a 4 i totalment soluble en aigua amb un pH superior a 6. El seu punt de fusió és de 153 °C.

## Efectes secundaris i precaucions
Com altres AINE, el naproxén pot provocar molèsties gastrointestinals. La seua ingesta amb els àpats pot ajudar a mitigar aquests efectes.
També pot inhibir l'excreció del sodi i el liti. Per tant, els qui prenguen naproxén juntament amb sals de liti hauran de tenir en compte aquestes interaccions.
No es recomana el seu ús en combinació amb:
- AINE de la família dels salicilats: poden interferir-se entre ells reduint l'efectivitat d'ambdós.
- Anticoagulants: es pot incrementar el risc d'hemorràgies.

Al desembre de 2004, la FDA va fer públic un comunicat de premsa segons el qual, seguint les recomanacions dels Instituts Nacionals de la Salut nord-americana (NIH), va aturar una investigació de cinc anys de durada, anomenada "Estudi sobre la prevenció de l'Alzheimer emprant antiinflamatoris". En aquest estudi s'havien provat l'Astut i el Celebrex com a tractament preventiu contra l'Alzheimer, però els primers resultats van indicar que el risc de patir un accident cardiovascular o cerebrovascular augmentaven en un 50%. A causa d'aquest fet, la FDA va aconsellar els usuaris que prenien el naproxén sense recepta mèdica:
- Seguir atentament les instruccions del prospecte,
- Evitar ingerir una dosi superior a la recomanada (200 mg cada dotze hores), i
- No prendre naproxén durant més de deu dies consecutius a menys que un metge indique el contrari.

## Remarques
1. ↑  Naproxén en pronúncia occidental i naproxèn en pronúncia oriental. Per a més informació, consulteu: el Llibre d'estil
2. ↑  «Centro de Información online de Medicamentos de la AEMPS - CIMA».  Madrid:  AEMPS. Ministerio de Sanidad, Servicios Sociales e Igualdad, 2024.